# Душ Баррейруш
«Душ Барре́йруш» (порт. Estádio dos Barreiros) — многофункциональный стадион в городе Фуншал на острове Мадейра, Португалия. Является домашней ареной клуба первого дивизиона чемпионата Португалии «Маритиму». Стадион был построен в 1927 году. Вместимость в настоящее время составляет 10 600 места.

## История
Земля, на которой построен стадион, была куплена в 1925 году одним из самых известных клубов острова Мадейра «Насьоналом». Открытие нового стадиона состоялось 26 июня 1927 года, когда «Насьонал» сыграл с клубом «Витория» из Сетубала. Поле также использовалось конкурентами из клуба «Маритиму», который переехал с «Кампу ду Альмиранте Рейс».
В 50-х годах XX века стадион был реконструирован: были построены подъездные дороги, автостоянка, уложены легкоатлетические дорожки, вместимость составила 17,000 зрителей. На стадионе проводили свои матчи три главных клуба города. Позже Насьонал переехал на свой новый стадион, расположенный в северной части города.
На протяжении многих лет на стадионе проводились различные модернизации, были установлен пластиковые кресла и новые прожекторы, но уникальная структура стадиона была сохранена. В Португалии стадион получил прозвище «Котёл» (порт. Caldeirão), потому что болельщики создают на нём неудобную и враждебную атмосферу для приезжих команд. Стадион стал «крепостью» клуба «Маритиму», который удачно играет на нём с «большими» командами чемпионата Португалии. В частности, «Бенфика» не могла здесь обыграть хозяев на протяжении 10 лет.
Построенный на склоне холма, стадион имеет своеобразный дизайн и форму. С его трибун открываются выдающиеся виды на залив, город и горы острова. Обе трибуны «банановой формы» оборудованы сидячим местами. Одна из трибун встроена в холм и её крыша расположена на уровне дороги.

## Новый стадион

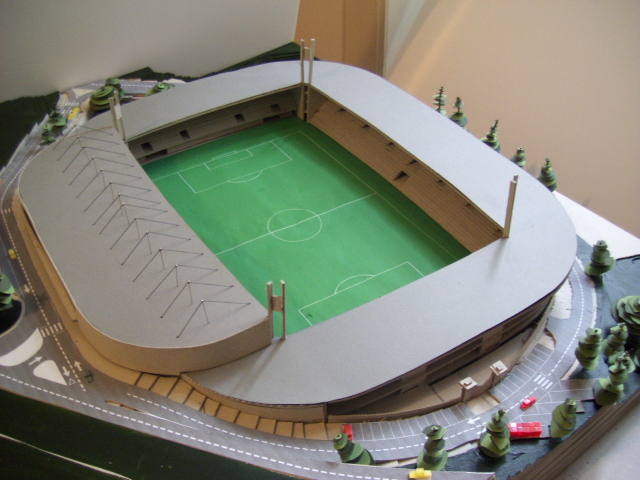
Макет нового стадиона

20 июля 2009 года началась масштабная реконструкция стадиона, которая завершилась в 2011 году. Стадион получит четыре полностью крытые трибуны и будет вмещать 10 тысяч зрителей.